# Europejska konwencja praw człowieka
Europejska konwencja praw człowieka (pełna nazwa: Konwencja o ochronie praw człowieka i podstawowych wolności, w skrócie „Konwencja Europejska”, EKPC lub EKPCz) – umowa międzynarodowa z zakresu ochrony praw człowieka zawarta przez państwa członkowskie Rady Europy. Konwencja została otwarta do podpisu 4 listopada 1950 roku, a po uzyskaniu niezbędnych 10 ratyfikacji weszła w życie 3 września 1953 roku. Stronami Konwencji jest każde z 46 państw członkowskich Rady Europy (jest to obecnie warunek członkostwa w tej organizacji). 
Konwencja sporządzona została w językach angielskim i francuskim, depozytariuszem jest Sekretarz Generalny Rady Europy.
Zgodnie z preambułą konwencji rządy państw europejskich, przyjmując konwencję, chciały podjąć kroki w celu zbiorowego zagwarantowania niektórych praw zamieszczonych w Powszechnej deklaracji praw człowieka. Na podstawie konwencji powołano do życia Europejski Trybunał Praw Człowieka z siedzibą w Strasburgu. Skargi do Trybunału mogą składać  osoby indywidualne, grupy osób i organizacje pozarządowe (tzw. skargi indywidualne), jak i państwa-strony konwencji (tzw. skargi międzypaństwowe).

## Wprowadzenie
Istota i szczególny charakter Konwencji polega nie tylko na wyliczeniu praw i wolności, do których ludzie są uprawnieni, ale przede wszystkim na ustanowieniu procedury kontrolnej, wciąż unikalnej w skali światowej, która umożliwia żądanie zaprzestania naruszania praw, przywrócenia stanu zgodnego z nimi, a także przyznanie odpowiedniego zadośćuczynienia finansowego osobom poszkodowanym.

## Konwencja Europejska a Polska
Polska przystąpiła do Rady Europy 26 listopada 1991, jednocześnie podpisując Europejską konwencję praw człowieka (co było politycznym wymogiem uzyskania członkostwa w Radzie Europy). Konwencja została ratyfikowana 19 stycznia 1993 i tego samego dnia weszła w życie w stosunku do Polski. Deklarację o uznaniu jurysdykcji Europejskiego Trybunału Praw Człowieka złożono 1 maja 1993. Po uznaniu przez rząd RP jurysdykcji Europejskiej Komisji Praw Człowieka (już nieistniejącej) i Europejskiego Trybunału Praw Człowieka można już było składać skargi do Trybunału w Strasburgu przeciwko Rzeczypospolitej. 26 lipca 1994 Polska ratyfikowała protokoły nr 1 i 4, 18 października 2000 protokół nr 6, a 4 listopada 2002 protokół nr 7 (nadto ratyfikowała protokoły nr 2, 9 i 11, dotyczące kwestii proceduralnych). 1 września 2014 r. Polska ratyfikowała protokół nr 13, dotyczący całkowitego zniesienia kary śmierci. Trybunał Konstytucyjny w dniu 24 listopada 2021 orzekł, że przepis Europejskiej Konwencji Praw Człowieka w zakresie, w jakim przyznaje ETPCz kompetencje do oceny legalności wyboru sędziów Trybunału Konstytucyjnego jest niezgodny z konstytucją.

## Prawa gwarantowane przez konwencję
Katalog praw człowieka chronionych przez Europejską konwencję praw człowieka znajdziemy w artykułach 2–13. Do pewnego stopnia katalog ten przypomina katalog Powszechnej deklaracji praw człowieka z 1948, choć zachodzą pomiędzy nimi istotne rozbieżności. Konwencja gwarantuje: prawo do życia, zakazuje stosowania tortur, niewolnictwa i pracy przymusowej, gwarantuje prawo do wolności i bezpieczeństwa osobistego, zapewnia prawo do sprawiedliwego procesu i zakazuje wstecznego stosowania prawa karnego, potwierdza prawo poszanowania życia prywatnego i rodzinnego wraz z prawem do zawarcia małżeństwa i założenia rodziny, przewiduje wolność myśli, sumienia i wyznania, wolność wypowiedzi, jak również wolność zgromadzania się i stowarzyszania, wreszcie chroni prawo do skutecznego środka odwoławczego.
Katalog konwencyjny nie jest ani wyczerpujący, ani zamknięty. Jest sukcesywnie uzupełniany przez Protokoły dodatkowe do konwencji. Protokoły te wprowadziły nowe prawa, takie jak: ochronę własności prywatnej, prawo do nauki, prawo do wolnych wyborów, zakaz uwięzienia za długi, zakaz ponownego sądzenia w tej samej sprawie itd. Protokół szósty znosi karę śmierci. Dodatkowo, w zakresie wykonywania praw i wolności, konwencja zakazuje stosowania dyskryminacji opartej na jakiejkolwiek podstawie, np. płci, rasy, koloru skóry, języka, wyznania, pochodzenia itp.
Art. 14 Konwencji, który przewiduje zakaz dyskryminacji, uzupełnia ochronę praw określonych w Konwencji i ma charakter akcesoryjny wobec tych praw.
| Katalog praw i wolności gwarantowanych przez Europejską konwencję praw człowieka i protokoły dodatkowe | |
| EKPC (1950 r.) | Protokoły dodatkowe |
| - prawo do życia (art. 2) - zakaz tortur (art. 3) - zakaz niewolnictwa i pracy przymusowej (art. 4) - prawo do wolności i bezpieczeństwa osobistego (art. 5) - prawo do rzetelnego procesu sądowego (art. 6) - zakaz karania bez ustawy (art. 7) - poszanowanie życia prywatnego i rodzinnego (art. 8) - wolność myśli, sumienia i wyznania (art. 9) - wolność słowa (art. 10) - wolność zrzeszania się i stowarzyszania (art. 11) - prawo do zawarcia związku małżeńskiego (art. 12) - prawo do skutecznego środka odwoławczego (art. 13) - zakaz dyskryminacji przy korzystaniu z praw i wolności EKPC (art. 14) | - protokół nr 1 (1952 r.) - ochrona własności prywatnej - prawo do nauki - prawo do wolnych wyborów - protokół nr 4 (1963 r.) - zakaz pozbawiania wolności za długi - prawo swobodnego poruszania się - zakaz wydalania własnych obywateli - zakaz zbiorowego wydalania cudzoziemców - protokół nr 6 (1983 r.) - zakaz kary śmierci w czasie pokoju - protokół nr 7 (1984 r.) - gwarancje proceduralne przy wydalaniu cudzoziemców - prawo do odwołania w sprawach karnych - odszkodowanie za niesłuszne skazanie - zakaz ponownego sądzenia lub karania - równość małżonków w sferze cywilnoprawnej - protokół nr 12 (2000 r.) - ogólny zakaz dyskryminacji - protokół nr 13 (2002 r.) - całkowity zakaz kary śmierci (także w czasie wojny) |

## Zasięg obowiązywania konwencji
Z praw i wolności konwencyjnych mogą korzystać wszystkie osoby pozostające pod jurysdykcją (władzą) państw-stron Konwencji. Są to przede wszystkim obywatele tych państw, ale również obcokrajowcy odwiedzający te państwa, a więc  obywatele innych państw, jak i bezpaństwowcy – osoby nie posiadające żadnego obywatelstwa. Zastosowanie konwencji nie jest ograniczone do terytorium określonego państwa, ale może rozciągać się poza nie. Tak więc z praw i wolności konwencyjnych można skorzystać na pokładzie samolotu, statku morskiego czy statku kosmicznego należącego do tego państwa strony konwencji.

## Kontrola przestrzegania konwencji
Kontrola przestrzegania konwencji dokonywana jest na dwu płaszczyznach: skargi międzypaństwowej i skargi indywidualnej (petycji). Ta pierwsza sprowadza się do tego, że każde państwo strona konwencji może wszcząć spór z innym państwem stroną, któremu zarzuca naruszenie tej właśnie konwencji (lub jej protokołów dodatkowych). Bardzo rzadko państwa korzystały z tej możliwości. Obawiały się tego, że państwo, przeciwko któremu skierowałyby skargę, uznałoby takie działanie za akt nieprzyjazny, co w konsekwencji mogłoby doprowadzić do pogorszenia stosunków między nimi.

### Wersja pierwotna (1950)
Procedura ta w swej pierwotnej wersji opisanej w tekście konwencji z 1950 roku angażowała trzy organy: Europejską Komisję Praw Człowieka (już nie istnieje), Europejski Trybunał Praw Człowieka i Komitet Ministrów Rady Europy. W pierwszej fazie postępowania Komisja zajmowała się dopuszczalnością skargi indywidualnej, sprawdzała fakty istniejące w danej sprawie, zachęcała obie strony do polubownego – niesądowego załatwienia sporu. Komisja kończyła swoją pracę w danej sprawie, wydając opinię dotyczącą faktów sprawy i sposobu jej załatwienia. Opinia  była przesyłana do Komitetu Ministrów. W drugiej fazie postępowania sprawą mógł zająć się, w zależności od sytuacji, albo Europejski Trybunał Praw Człowieka albo Komitet Ministrów. W okresie trzech miesięcy sprawa mogła zostać przesłana do Trybunału, który po jej rozpatrzeniu wydawał ostateczny, wiążący wyrok. Jeżeli natomiast spór w ciągu owych trzech miesięcy nie został skierowany do Trybunału, ostateczną decyzję o sposobie załatwienia sprawy podejmował Komitet Ministrów.

### Reforma 1994–1998 (Protokół nr 11 do EKPC)
Z biegiem czasu liczba państw stron konwencji europejskiej wzrastała. Proces ten przybrał na sile zwłaszcza w latach 90. XX wieku w związku z przyjmowaniem do Rady Europy byłych państw obozu komunistycznego, które zwracały się ku demokracji. Proces poszerzania członkostwa zbiegł się w czasie z wzrastającą popularnością mechanizmu skargi indywidualnej. Po początkowej wstrzemięźliwości, braku wiary w sukces czy po prostu braku informacji o możliwości zwracania się do organów strasburskich mieszkańcy krajów europejskich zaczęli znacznie chętniej i śmielej korzystać z przysługującego im prawa skargi. Zjawisko to, samo w sobie bardzo pozytywne, spowodowało lawinowe zwiększanie się liczby skarg napływających do Strasburga. W ten sposób mechanizm kontrolny konwencji stał się ofiarą własnego sukcesu. Trzeba też pamiętać o tym, że stopniowy, ale ciągły rozwój prawa krajowego państw stron konwencji konsekwentnie prowadził do tego, że do organów konwencyjnych docierały sprawy coraz bardziej skomplikowane. Te trzy wspomniane tutaj czynniki łącznie doprowadziły do nadmiernego obciążenia pracą Komisji i Trybunału.
Restrukturyzacja istniejącego wtedy systemu została przeprowadzona przez Protokół nr 11, który został w maju 1994 otwarty do podpisu przez państwa strony Konwencji. Protokół ten zastępował wcześniejsze protokoły dotyczące postępowania przed Trybunałem (2, 3, 5, 8, 9 i 10). Po wejściu w życie w listopadzie 1998 roku nowy system kontrolny zaczął funkcjonować, dając nadzieję na usprawnienie, a zwłaszcza przyspieszenie postępowania.
Według nowej procedury jedynie Europejski Trybunał Praw Człowieka zajmuje się rozpatrywaniem nadsyłanych skarg. Trybunał  działa permanentnie w odróżnieniu od swego poprzednika zbierającego się periodycznie. Zlikwidowana została Europejska Komisja Praw Człowieka, a nadto Komitet Ministrów utracił swoje uprawnienia do merytorycznego zajmowania się skargą jednostki przeciwko państwu.

### Reforma 2004–2010 (Protokół nr 14 do EKPC)
Mimo wejścia w życie w 1998 daleko posuniętej reformy Trybunału, kolejne lata pokazały, że reforma ta nie do końca spełniła pokładane w niej nadzieje. Co prawda przyspieszyła ona rozpatrywanie spraw w Strasburgu, ale wobec wręcz lawinowego wzrostu liczby skarg zmiany nią wprowadzone okazały się niewystarczające. Dlatego też rządy państw członkowskich podjęły rozmowy na temat kolejnej reformy mechanizmu kontrolnego konwencji. Rozmowy te zaowocowały przyjęciem w maju 2004 kolejnego Protokołu dodatkowego do Konwencji (Protokół nr 14). Jego wejście w życie uniemożliwiała przez kilka lat Rosja, która będąc jedynym  państwem członkowskie Rady Europy odmawiała jego ratyfikacji, podnosząc wątpliwości prawne co do proponowanych zmian, wskazując także na antyrosyjskie nastawienie Trybunału. W 2009 stanowisko Rosji uległo zmianie, a procedura ratyfikacji w tym kraju została wznowiona. 18 lutego 2010 Minister Sprawiedliwości Federacji Rosyjskiej złożył Radzie Europy dokument ratyfikacyjny, a 1 czerwca 2010 Protokół 14 ostatecznie wszedł w życie.
Najważniejsze zmiany, jakie zostały wprowadzone do konwencji wraz z wejściem w życie Protokołu nr 14:
- skargi w sposób oczywisty niedopuszczalne mogą być odrzucane mocą decyzji 1 sędziego (wcześniej decyzją Komitetu 3 sędziów);
- wprowadzono dodatkową przesłankę dopuszczalności – odrzucane mają być sprawy, w których skarżący nie odniósł „istotnej szkody”;
- kadencja sędziów została wydłużona z sześciu do dziewięciu lat, zlikwidowano możliwość reelekcji;
- wprowadzono możliwość okresowego zmniejszenia liczbę sędziów orzekających w Izbie z siedmiu do pięciu;
- Komitet może jednomyślnie uznać skargę za niedopuszczalną bądź skreślić ją z listy skarg albo też uznać skargę za dopuszczalną i wydać orzeczenie, jeżeli dane zagadnienie było już wcześniej przedmiotem ugruntowanego orzecznictwa Trybunału (ang. repetitive cases);
- przewidziano możliwość przedkładania uwag pisemnych i osobistego udziału w rozprawach toczących się przed Izbą lub Wielką Izbą przez Komisarza Praw Człowieka Rady Europy;
- zwiększono możliwości zawarcia przez strony ugody;
- przewidziano zwiększenie nacisku na zobowiązanie stron do podporządkowania się wyrokom Trybunału;
- dodano do konwencji zapis przewidujący przystąpienie do niej przez Unię Europejską (przy wcześniejszym brzmieniu konwencji były wątpliwości co do takiej możliwości).

## Warunki dopuszczalności skargi indywidualnej
Są to te wymogi, od których spełnienia uzależnione jest, czy Trybunał rozpatrzy skierowaną do niego skargę co do jej meritum (co do jej istoty). Warunki te wynikają z samej konwencji:
- skargę może wnieść jednostka, grupa jednostek lub organizacja pozarządowa

- skarżący powinien być ofiarą naruszenia praw zagwarantowanych w Konwencji lub jej protokołach. Oznacza to, że co do zasady nie może złożyć skargi osoba niebędąca pokrzywdzoną. Wyjątkiem będzie sytuacja, w której ofiara naruszenia nie ma możliwości złożenia skargi – wtedy wyjątkowo osoba trzecia może złożyć skargę w jej imieniu.

- skarga może jedynie dotyczyć naruszenia jednego lub więcej praw zagwarantowanych przez Europejską Konwencję Praw Człowieka lub któryś z jej protokołów dodatkowych. Konwencja gwarantuje prawa i wolności o charakterze obywatelskim i politycznym. Nie można więc skarżyć się o naruszenie praw, o których konwencja nie wspomina, w szczególności praw socjalnych (np. zbyt niskiej płacy), braku wystarczająco długich wakacji itp.
- Art. 14 EKPC nie może być wyłączną podstawą wniesionej skargi[7].

- naruszenia prawa lub praw musiała dokonać władza publiczna państwa-strony lub organ/osoba wykonująca działania zlecone przez państwo. Zasadniczo skarga nie przysługuje przeciwko postępowaniu osób prywatnych np. sąsiada, kolegi, sprzedawcy w sklepie itd.

- skarga nie może być oczywiście bezpodstawna. Jeżeli wstępne rozpoznanie sprawy nie wykaże, iż doszło do naruszenia praw konwencyjnych, to Trybunał nie będzie zobowiązany do dalszego zajmowania się nią.

- przed wniesieniem skargi do Trybunału muszą zostać wyczerpane krajowe środki odwoławcze. Postępowanie przed Trybunałem w Strasburgu przewidziane jest jedynie jako uzupełnienie środków prawnych dostępnych w każdym państwie, a nie ich zastąpienie. Ma on być używany wtedy, gdy organy krajowe nie radzą sobie z zapewnieniem przestrzegania Konwencji europejskiej. Przed wszczęciem postępowania przed Trybunałem skarżący musi najpierw wykorzystać możliwości istniejące w kraju – przejść dostępną krajową drogę odwoławczą (odwołanie, apelacja, kasacja itp.). Chodzi tu o zastosowanie takich środków administracyjnych i sądowych, które dają w rezultacie ich zastosowania wynik prawnie skuteczny, tzn. wynik musi nastąpić i stanowi on rozstrzygnięcie sprawy, rozstrzygnięcie prawnie wiążące. Co do zasady nie ma obowiązku uciekania się do środków prawnie nieskutecznych lub nadzwyczajnych (istniejących poza zwykłym trybem instancji odwoławczych). W przypadku skargi kasacyjnej, bądź kasacji przewidzianych w prawie polskim Trybunał stoi jednak na stanowisku, że strona powinna podjąć próbę ich wniesienia przed złożeniem skargi do Trybunału (mimo że od 2005 skarga kasacyjna w sprawach cywilnych stała się nadzwyczajnym środkiem zaskarżenia). Jeśli zaś chodzi o środki „nieskuteczne” to przykładowo nie trzeba zwracać się z pismem do Rzecznika Praw Obywatelskich, ponieważ Rzecznik może, ale nie musi podjąć interwencji, a nadto interwencja taka nie musi prowadzić do rezultatów prawnie wiążących. Wyjątkowo można nie korzystać z drogi krajowej, jeżeli potrafi się udowodnić, iż środki prawne w danym państwie i tak nie będą skuteczne (zob. Aksoy p. Turcji (1996), TW p. Malcie (1999)). W sprawie Szott-Medyńska przeciwko Polsce Europejski Trybunał Praw Człowieka przesądził, że w niektórych typach spraw konieczne jest złożenie skargi konstytucyjnej przed złożeniem skargi do Trybunału, jednakże taki wymóg stawiany przez Trybunał spotkał się z merytoryczną krytyką Prezesa Naczelnego Sądu Administracyjnego[8]. Nie ma też konieczności wnoszenia skargi o wznowienie przed złożeniem skargi do Trybunału.

- skarga musi być wniesiona do Trybunału w terminie 4 miesięcy od wydania ostatecznej krajowej decyzji w sprawie. Bieg terminu rozpoczyna się gdy ostateczna decyzja wydana w zwykłym toku instancji zostaje doręczona stronie, bądź reprezentującemu stronę pełnomocnikowi. Późniejsze oddalenie skargi o wznowienie postępowania, wniosku o ułaskawienie czy też o amnestię nie ma wpływu na bieg tego terminu. W celu przerwania biegu terminu można wysłać do Trybunału pismo faksem lub drogą pocztową bez konieczności wypełniania formularza skargi, wówczas wystarczy, jeśli pierwsze pismo jasno (nawet w sposób ogólny) przedstawi przedmiot skargi, którą skarżący zamierza wnieść do Trybunału. Trybunał najczęściej w odpowiedzi na tego typu uproszczoną skargę nadeśle pakiet zawierający m.in. formularz skargi i numer wniesionej skargi oraz wyznaczy termin do nadesłania wypełnionego formularza skargi (osiem tygodni od daty pierwszego pisma Kancelarii Trybunału; obecnie Kancelaria podaje w swoim piśmie konkretną datę do nadesłania wypełnionego formularza skargi). Jeśli skarga zostanie nadesłana za pomocą faksu lub wiadomości e-mail (Trybunał jednakże nie podaje adresu e-mail Trybunału do ogólnej publicznej wiadomości) konieczne jest następnie nadesłanie potwierdzenia pocztą, gdyż skargi do Trybunału mogą być wnoszone wyłącznie drogą pocztową. Sama prośba o informację nie wystarcza do wstrzymania biegu terminu[9][10]. Termin na złożenie skargi do Trybunału liczy się od daty nadania skargi na poczcie[11]. Termin ten z jednej strony umożliwia w miarę spokojne złożenie skargi do Trybunału w Strasburgu, a z drugiej strony nie pozwala na zbędne zwlekanie z podjęciem decyzji co do wykorzystania mechanizmu kontrolnego Konwencji.

- państwa, składając deklarację uznającą kompetencję byłej Komisji lub jurysdykcję poprzedniego Trybunału, mogły zastrzec, iż organy te będą mogły zajmować się sprawami dotyczącymi faktów zaistniałych po pewnej dacie. W związku z tym nie są dopuszczalne skargi co do faktów sprzed tej daty (tzw. przesłanka ratione temporis). Mimo zlikwidowania Komisji i utworzenia nowego Trybunału ograniczenie to zostało utrzymane. Przykładowo skargi przeciwko Polsce mogą dotyczyć tylko faktów zaistniałych po 30 kwietnia 1993.

- skarga nie może być anonimowa – w formularzu skargi należy określić imię i nazwisko ofiary naruszenia, jej płeć, datę urodzenia, adres i obywatelstwo

- skarga nie może być identyczna ze sprawą już rozpoznaną przez Trybunał, przy czym „identyczność sprawy” oznacza, że chodzi o niedopuszczanie skarg w sprawach, w których już wcześniej zapadło orzeczenie Trybunału, a nie takich, w których istnieje jedynie pewne podobieństwo stanu faktycznego

- nie można skorzystać ze skargi indywidualnej, jeżeli wcześniej sprawa została poddana innej międzynarodowej procedurze kontrolnej, np. Komitetowi Praw Człowieka ONZ czy Międzynarodowej Organizacji Pracy

- prawa do skargi nie można nadużywać. Za takie nadużycie może zostać uznane przedstawienie w skardze fałszywych faktów celem wprowadzenia Trybunału w błąd. Nadużyciem będzie też wykorzystanie skargi do uprawiania propagandy politycznej (np. rasistowskiej) niedającej się pogodzić z ideami, na których konwencja się opiera.

- w skardze musi wystąpić element znaczącego uszczerbku – od 1 czerwca 2010 (czyli daty wejścia w życie Protokołu 14) Trybunał uznaje za niedopuszczalną każdą skargę indywidualną, w której na podstawie analizy stanu faktycznego w sprawie stwierdzi, że skarżący nie doznał znaczącego uszczerbku.

Bardzo istotna ze względu na dopuszczalność skargi jest wykładnia dokonana przez Trybunał znaczenia pierwszego zdania w art. 6 konwencji: „Każdy ma prawo do sprawiedliwego i publicznego rozpatrzenia jego sprawy w rozsądnym terminie przez niezawisły i bezstronny sąd”. Trybunał uważa, że ponieważ nie jest sądem apelacyjnym od niekorzystnych rozstrzygnięć sądów krajowych, nie ma obowiązku badania błędów co do faktów i co do prawa popełnionych przez sąd krajowy. Badanie przez Trybunał uzasadnienia rozstrzygnięcia sądu krajowego może być tylko ilościowe, a nie jakościowe, tj. jeśli jakiekolwiek uzasadnienie zostało wydane, Trybunał co do zasady uzna je za kompatybilne z art. 6 Konwencji (García Ruiz v. Spain, §§26–30). Zdaniem Trybunału nawet jeżeli sąd krajowy nie przestrzegał przepisów prawa, nie stanowi to jeszcze naruszenia konwencji. Oznacza to, że skarga, w której skarżący kwestionuje zasadność wyroku (niesprawiedliwy i krzywdzący wyrok, niewłaściwa interpretacja prawa krajowego przez sąd, błędna ocena dowodów i stanu faktycznego itp.), w świetle dotychczasowego orzecznictwa Trybunału zostanie uznana za niedopuszczalną. Takie stanowisko Trybunału niejednokrotnie kłóci się z dokonywaną przez wnoszących skargi do Trybunału interpretacją wyżej zacytowanego fragmentu art. 6 konwencji (zdaniem wielu skarżących skoro sąd rozpatrzył sprawę z dokonaniem mylnej oceny faktów i dowodów lub z naruszeniem przepisów prawa, oznacza to że niesprawiedliwe rozpatrzył sprawę), co jest jednym z powodów, dla których od 95 do 99% wnoszonych co roku skarg do Trybunału jest uznawanych przez Trybunał za niedopuszczalne i skargi te są odrzucane bez możliwości zaskarżenia (decyzja o niedopuszczalności skargi jest ostateczna).
Trybunał karał Polskę najczęściej za trwające latami procesy sądowe i tymczasowe aresztowania. Na 87 przegranych w 2010 spraw ponad 70 dotyczyło naruszenia praw do wolności i uczciwego procesu sądowego oraz przewlekłości postępowań.
Skargę wnosi się bezpłatnie. Trybunał rozpoznaje sprawy bez pobierania opłat sądowych. Nie jest wskazane osobiste stawiennictwo skarżącego w Trybunale. Postępowanie we wstępnej fazie ma charakter pisemny. Na etapie składania wstępnej skargi (na formularzu skargi) skarżący nie musi być reprezentowany przez prawnika (natomiast jeśli Trybunał uzna skargę za dopuszczalną pełnomocnik prawny musi zostać wyznaczony, a korespondencja z Trybunałem od tego momentu co do zasady powinna być prowadzona w języku angielskim lub francuskim). Trybunał nie zasądza zwrotu kosztów sporządzenia wstępnej skargi przez prawnika. Nadsyłanych dokumentów nie należy zszywać bądź w inny sposób oprawiać. Dokumenty nadesłane do Trybunału nie zostaną zwrócone. Trybunał może zezwolić na zachowanie anonimowości tylko w wyjątkowych i należycie uzasadnionych wypadkach. Nie należy do Trybunału przesyłać żadnych przedmiotów (w tym dokumentów innych niż papierowe) bez wcześniejszego uzgodnienia z Kancelarią Trybunału. Ze względów bezpieczeństwa wszelkie przedmioty przesyłane do Trybunału bez wyraźnej prośby Kancelarii zostaną niezwłocznie zniszczone wraz z listem przewodnim.
2 grudnia 2011 Trybunał uruchomił elektroniczny formularz umożliwiający potencjalnym skarżącym sprawdzenie dopuszczalności skargi. Ten nowy instrument nie pozostaje jednak bez kontrowersji, dlatego zgodnie ze wskazówkami samego ETPC, formularz nie ma mocy wiążącej i niczego jeszcze nie przesądza.

## Postępowanie przed Europejskim Trybunałem Praw Człowieka
Jeśli skarga spełnia warunki dopuszczalności, to można ją wysłać (najlepiej na formularzu urzędowym) pod adres Trybunału:
Europejski Trybunał Praw Człowieka

Rada Europy

67075 Strasbourg Cedex

Francja

### Badanie dopuszczalności skargi
Skarga badana jest na początku z punktu widzenia jej dopuszczalności. Analizowane jest, czy spełnia ona wszystkie konieczne wymogi (tzw. przesłanki dopuszczalności skargi). Jeżeli skarga nie spełnia jakichś wymogów, to zostanie odrzucona (uznana za niedopuszczalną) decyzją sędziego zasiadającego jednoosobowo (do 1 czerwca 2010 była to kompetencja Komitetu złożonego z 3 sędziów) lub izby, do której została skierowana. Uznanie skargi za niedopuszczalną może nastąpić na każdym etapie jej rozpoznawania i jest to decyzja ostateczna – nie można się od niej w żaden sposób odwołać (definitywnie kończy ona postępowanie w danej sprawie).

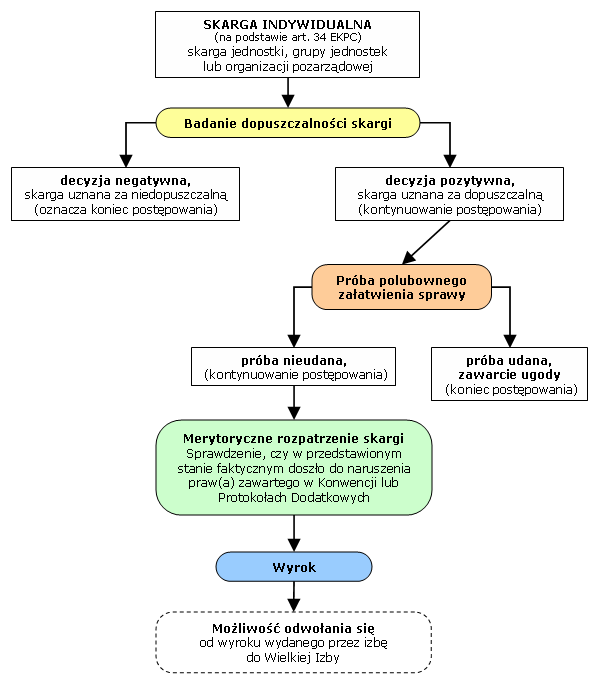
Postępowanie w trybie skargi indywidualnej przed Europejskim Trybunałem Praw Człowieka w Strasburgu

### Próba ugody
Jedynie więc po uznaniu skargi za dopuszczalną izba może przystąpić do jej merytorycznego badania. W trakcie postępowania przed Trybunałem, izba powinna zachęcać strony do pojednania, do polubownego załatwienia sprawy. Nie chodzi tu tylko o formalny wymóg, który ma być spełniany celem przejścia do dalszych etapów procedury. Chodzi o rzeczywisty obowiązek zachęcania stron w sporze do załagodzenia go z korzyścią dla ich obu oraz w duchu poszanowania praw człowieka. Z uwagi na zapewnienie maksimum skuteczności postępowanie w tej fazie jest poufne.

### Merytoryczne rozpatrzenie skargi
Jeśli nie osiągnięto polubownego rozwiązania sporu, to izba Trybunału będzie kontynuować badanie skargi co do jej istoty. Strony postępowania (skarżący i państwo) zostaną zobowiązane do przedstawienia w konkretnym terminie swoich memoriałów i innych dokumentów popierających ich argumentację. W tym czasie dokonuje się również sprawdzanie stanu faktycznego powołanego w skardze (w tym celu izba może przeprowadzić dochodzenie). Gdy sędziowie już zapoznają się z tak zebranymi informacjami może (nie musi) nastąpić ustna faza postępowania – rozprawa przed Trybunałem. Biorą w niej udział przedstawiciele obu stron będących w sporze. Rozprawa jest dość sformalizowana. Strony zabierają głos według porządku ustalonego przez przewodniczącego izby. W trakcie rozprawy sędziowie mogą zadawać stronom dodatkowe pytania, aby bliżej wyjaśnić interesujące ich szczegóły ze stanu faktycznego lub prawnego sprawy.

### Narada sędziowska. Wyrok
Po zakończeniu rozprawy sędziowie zbierają się na naradę. Narada sędziowska jest poufna, jej przebieg nie jest komunikowany na zewnątrz. Po dyskusjach w swym gronie, sędziowie ostatecznie przyjmują tekst orzeczenia większością głosów. Sędzia niezgadzający się z wyrokiem większości może złożyć tzw. zdanie odrębne. Wyrok (orzeczenie) obejmuje trzy zasadnicze części: opisanie stanu faktycznego sprawy, przedstawienie argumentów prawnych uzasadniających treść trzeciej części, czyli sentencji wyroku. Obowiązek wykonania orzeczenia spoczywa na rządzie pozwanego państwa – powinno ono złożyć informację w tej sprawie Komitetowi Ministrów Rady Europy, który, w razie konieczności, może uchwalić rezolucję wzywającą państwo do postępowania zgodnego z wyrokiem Trybunału.